# Saïd ben Sultan al-Busaïd
Saïd ibn Sultan (en arabe : سعيد بن سلطان; aussi connu sous les noms de Sayyid Saïd bin Sultan Al-Busaïd, Seyyd Saïd ibn Sultan, Seyyid Saïd ou Seyd-Saïd, né le 5 juin 1791 et mort le 19 octobre 1856) est le sultan d'Oman du 20 novembre 1804 jusqu'à sa mort, au cours d'un voyage en mer entre Mascate et Zanzibar. Il transfère la capitale de son royaume de Mascate à Zanzibar en 1840.

## Biographie
Saïd bin Sultan devient le seul dirigeant d'Oman, apparemment avec le consentement de son frère. Leur tante, la fille de l'imam Ahmad bin Saïd al-Busaïdi, semble avoir influencé cette décision. 
En 1820, il lance une expédition punitive contre les Bani Bu Ali avec l'aide de la Compagnie des Indes orientales. Il est vaincu, mais l'année suivante, une force de compagnie plus importante revient et bat la tribu.
En 1832, il reçoit la visite d'un émissaire du gouvernement des États-Unis, Edmund Roberts, qui vient négocier des accords commerciaux. Ce dernier, après être retourné aux États-Unis, revient en 1835 pour finaliser l'accord, et lui apporte des présents de la part de son gouvernement, dont une pièce d'un dollar de 1804.
En 1837, il conquiert Mombasa, au Kenya. En 1840, Saïd déplace sa capitale de Mascate, Oman, à Stone Town, Zanzibar, où Richard Waters est consul américain, et a envoyé un navire aux États-Unis pour tenter de promouvoir une relation commerciale.
À la mort de Saïd en 1856, son royaume est divisé. Son troisième fils, Thuwaïni bin Saïd, devient le sultan de Mascate et d'Oman, et son sixième fils, Majid bin Saïd, est le sultan de Zanzibar.
Le Musée national d'Oman à Mascate abrite de nombreux objets en argenterie et autres biens ayant appartenu à Saïd.